# 1799
Промислова революція •  Просвітництво • Російська імперія • Французька революція

## Геополітична ситуація
Російську імперію очолює Павло I (до 1801). Україну розділено між двома державами. Королівство Галичини та Володимирії належить Австрії. Правобережжя, Лівобережжя та Крим належать Російській імперії. Задунайська Січ існує під протекторатом Османської імперії.
В Османській імперії править султан Селім III (до 1807). Під владою османів перебувають Близький Схід та Єгипет, Середземноморське узбережжя Північної Африки, частина Закавказзя, значні території в Європі: Греція, Болгарія і Сербія. Васалами османів є Волощина та Молдова.
Священна Римська імперія охоплює, крім німецьких земель, Угорщину з Хорватією, Трансильванію, Богемію. Імперію очолює Франц II (до 1835). Король Пруссії — Фрідріх-Вільгельм III (до 1840).
У Французькій республіці закінчився період Директорії, почався період Консулату. Франція має колонії в Північній Америці та Індії. Король Іспанії — Карл IV (до 1808). Королівству Іспанія належать південь Італії, Нова Іспанія, Нова Гранада, Віцекоролівство Перу, Внутрішні провінції та Віцекоролівство Ріо-де-ла-Плата в Америці, Філіппіни. У Португалії королює Марія I (до 1816). Португалія має володіння в Бразилії, в Африці, в Індії, в Індійському океані й Індонезії. На троні Великої Британії сидить Георг III (до 1820). Британія має колонії в Північній Америці, на Карибах та в Індії.
Сполучені Штати Америки займають територію частини колишніх британських колоній. На посаді президента США перебуває Джон Адамс. Територія на півночі північноамериканського континенту належить Великій Британії, вона розділена на Нижню Канаду та Верхню Канаду, територія на півдні та заході континенту належить Іспанії й Франції.
У нижніх землях встановилася Батавська республіка. Вона має колонії в Америці, Індонезії та на Формозі. Король Данії та Норвегії — Кристіан VII (до 1808), на шведському троні сидить Густав IV Адольф (до 1837). На Апеннінському півострові існують маріонеткові Лігурійську та Цизальпійську республіки та інші, що перебувають під протекторатом Франції, відновила незалежність Папська держава.
В Ірані при владі Каджари. Імперія Маратха контролює значну частину Індостану. Зростає могутність Британської Ост-Індійської компанії. У Бірмі править династія Конбаун. У Китаї володарює Династія Цін. У Японії триває період Едо.

## Події

### В Україні
- Утворено Волинську та Харківську епархії Російської православної церкви.

### У світі
- 9 січня британський прем'єр-міністр Вільям Пітт молодший встановив податок на дохід для продовження війни з революційною Францією.
- 21 січня в Неаполі проголошено Партенопійську республіку.
- 4 березня російсько-турецькі сили захопили фортецю на острові Корфу, припинивши французьку окупацію.
- 7 березня Наполеон захопив місто Яффа у Палестині.
- 16 квітня французи відбили атаку турецьких військ у битві при горі Табор.
- 27 квітня австрійсько-російські війська на чолі з Суворовим завдали поразки французам у битві на Адді.
- 4 травня британці захопили Шрірангапатнам. Тіпу Султан загинув під час штурму.
- 21 травня французи після двох місяців облоги відступили з-під палестинського Акко в Єгипет.
- 27 травня австрійці виграли битву під Вінтертуром і звільнили від французької окупації північно-східну Швейцарію.
- 13 червня король Фердинанд I повернувся на трон у Неаполі після падіння Партенопійської республіки.
- 12 липня Ранджит Сінгх захопив Лахор.
- 27 серпня почалося англо-російське вторгнення в Голландію.
- 29 серпня у французькому полоні помер папа римський Пій VI.
- 9 листопада у Франції відбувся переворот 18 брюмера — Наполеон Бонапарт повалив владу Директорії. Правити в країні став Консулат.
- 30 листопада відкрився конклав, який повинен був обрати нового Папу.
- 31 грудня розпущено Голландську Ост-Індську компанію.

### Наука
- Алессандро Вольта створив першу електричну батарею (електрохімічне джерело струму) — вольтів стовп.
- Жозеф Пруст сформулював закон сталості складу хімічних сполук.
- Паоло Руффіні опублікував доведення (часткове) твердження, що алгебраїчні рівняння степеня вище четвертого не мають роз'язків у радикалах. (Теорема Абеля — Руффіні)
- Франція прийняла метр як одиницю довжини і створила еталони метра і кілограма.
- 15 липня було знайдено камінь, що послужив розгадкою староєгипетських ієрогліфів — Розеттський камінь
- Засновано «Annalen der Physik» («Аннали фізики», тобто літопис фізики) — німецький науковий журнал з проблем фізики.
- Медаль Коплі отримав священник і математик Джон Геллінз за обчислення збурень у русі планет.

### Культура
- Фрідріх Вільгельм Шеллінг написав «Перший нарис системи філософії природи».
- У Веймарському театрі відбулися прем'єри трилогії Шиллера «Валленштейн».
- У Петербурзі заборонено танцювати вальс.
- Людвіг ван Бетховен написав «Патетичну сонату».
- Франсиско Гойя створив серію офортів під назвою «Капрічос», серед яких «Сон розуму породжує чудовиськ».

### Засновані
- Країна індіанців Мускогі
- Партенопійська республіка
- Російська Америка
- Держава Сикхів

### Зникли
- Партенопійська республіка
- Римська республіка (Наполеонівська)
- Французькі Іонічні острови
- Ліга Божого дому (Gotteshausbund)

## Народились
див. також Категорія:Народились 1799
- 20 травня — Оноре де Бальзак, французький письменник
- 6 червня — Пушкін Олександр Сергійович, російський поет
- 18 червня — Вільям Лассель, англійський астроном

## Померли
див. також Категорія:Померли 1799
- 14 грудня — Джордж Вашингтон, перший президент Сполучених Штатів Америки (нар. 22 лютого 1732)